# Varenas de Riam
Varennes-sur-Morge és un municipi francès situat al departament del Puèi Domat i a la regió d'Alvèrnia-Roine-Alps. L'any 2007 tenia 373 habitants.

## Demografia

### Població
El 2007 la població de fet de Varennes-sur-Morge era de 373 persones. Hi havia 145 famílies de les quals 30 eren unipersonals (13 homes vivint sols i 17 dones vivint soles), 47 parelles sense fills, 64 parelles amb fills i 4 famílies monoparentals amb fills.
La població ha evolucionat segons el següent gràfic:
Habitants censats

### Habitatges
El 2007 hi havia 162 habitatges, 144 eren l'habitatge principal de la família, 9 eren segones residències i 10 estaven desocupats. 160 eren cases i 2 eren apartaments. Dels 144 habitatges principals, 130 estaven ocupats pels seus propietaris, 13 estaven llogats i ocupats pels llogaters i 1 estava cedit a títol gratuït; 4 tenien dues cambres, 10 en tenien tres, 42 en tenien quatre i 88 en tenien cinc o més. 116 habitatges disposaven pel capbaix d'una plaça de pàrquing. A 42 habitatges hi havia un automòbil i a 92 n'hi havia dos o més.

### Piràmide de població
La piràmide de població per edats i sexe el 2009 era:
| Homes | Edats   | Dones |
| ----- | ------- | ----- |
| 0     | 95 o +  | 0     |
| 4     | 90 a 94 | 0     |
| 0     | 85 a 89 | 12    |
| 0     | 80 a 84 | 0     |
| 0     | 75 a 79 | 4     |
| 4     | 70 a 74 | 4     |
| 0     | 65 a 69 | 4     |
| 8     | 60 a 64 | 4     |
| 4     | 55 a 59 | 4     |
| 4     | 50 a 54 | 28    |
| 20    | 45 a 49 | 4     |
| 16    | 40 a 44 | 20    |
| 24    | 35 a 39 | 12    |
| 4     | 30 a 34 | 20    |
| 0     | 25 a 29 | 4     |
| 4     | 20 a 24 | 4     |
| 20    | 15 a 19 | 4     |
| 8     | 10 a 14 | 4     |
| 20    | 5 a 9   | 4     |
| 4     | 0 a 4   | 12    |

## Economia
El 2007 la població en edat de treballar era de 238 persones, 183 eren actives i 55 eren inactives. De les 183 persones actives 176 estaven ocupades (90 homes i 86 dones) i 7 estaven aturades (3 homes i 4 dones). De les 55 persones inactives 18 estaven jubilades, 17 estaven estudiant i 20 estaven classificades com a «altres inactius».

### Ingressos
El 2009 a Varennes-sur-Morge hi havia 151 unitats fiscals que integraven 398,5 persones, la mediana anual d'ingressos fiscals per persona era de 22.273 €.

### Activitats econòmiques
Dels 11 establiments que hi havia el 2007, 1 era d'una empresa de fabricació d'altres productes industrials, 5 d'empreses de construcció, 2 d'empreses de comerç i reparació d'automòbils, 1 d'una empresa d'hostatgeria i restauració i 2 d'empreses de serveis.
Dels 6 establiments de servei als particulars que hi havia el 2009, 1 era un taller de reparació d'automòbils i de material agrícola, 1 guixaire pintor, 2 lampisteries, 1 electricista i 1 restaurant.
L'únic establiment comercial que hi havia el 2009 era una botiga d'electrodomèstics.
L'any 2000 a Varennes-sur-Morge hi havia 9 explotacions agrícoles.

## Poblacions més properes
El següent diagrama mostra les poblacions més properes.